# アーサー・セント・レジャー (第3代ドナラル子爵)
第3代ドナラル子爵アーサー・ムーン・セント・レジャー（英語: Arthur Mohun St. Leger, 3rd Viscount Doneraile、1718年8月7日 – 1750年8月）は、イギリスの政治家、アイルランド貴族。

## 生涯
第2代ドナラル子爵アーサー・セント・レジャーと1人目の妻メアリー・ムーン（Mary Mohun、1718年11月没、第3代オークハンプトンのムーン男爵チャールズ・ムーンの娘）の息子として、1718年8月7日に生まれた。1734年5月24日、オックスフォード大学ハート・ホールに入学した。1734年3月13日に父が死去すると、ドナラル子爵の爵位を継承、1739年10月10日にアイルランド貴族院議員に就任した。1740年、フリーメイソンの一員としてアイルランド・グランドロッジのグランドマスターを務めた。
1741年イギリス総選挙では与党の候補としてウィンチェルシー選挙区から出馬、当選を果たしたが、選挙申し立てが行われた。選挙申し立てを審議すべきかの弁論で自ら審議すべきと主張した後、野党がウィンチェルシー選挙区への申し立てを取り下げる代償として、自身がウェストミンスター選挙区への申し立てで野党側で投票すると協議した。
1742年にウォルポール内閣が倒れると一時は政権側についたが、バース＝グランヴィル派が内閣から追い出されると野党に転じ、1747年には野党派の王太子フレデリック・ルイスから寝室侍従に任命された（1750年に死去するまで在任）。同年の総選挙ではウィンチェルシー選挙区で敗北したが、代わりにオールド・サラム選挙区で当選した。
1750年8月にリスボンで病死、9月28日に本国で埋葬された。息子がおらず、叔父ヘイズが爵位を継承した。

## 家族
1738年4月3日、メアリー・シェパード（Mary Sheppard、1738年8月11日没、アンソニー・シェパードの娘）と結婚した。1739年6月3日、キャサリン・スケッフィントン（Catherine Skeffington、1751年4月3日没、第4代マッセリーン子爵クロットワーシー・スケッフィントンの娘）と再婚した。2度の結婚ともに子供をもうけなかった。